# 徐德峻
徐德峻（？—？），字發巖，浙江蘭溪人，清朝官員。

## 生平
徐德峻為乾隆二年（1737年）丁巳恩科三甲第七十四名進士。曾任惠安縣知縣。乾隆十六年十月（1751年11月）改臺灣府諸羅縣知縣，曾改建文廟，創設玉峰書院。乾隆二十八年（1763年）接替余文儀，擔任台灣府海防補盜同知。乾隆二十九年（1764年）以同知身分兼攝台灣縣知縣事。